# Langensallach
 (mars 2019).
 (mars 2019).
Langensallach (Soola bavarois) est un district de la communauté de Haute-Bavière Schernfeld, dans l'arrondissement d'Eichstätt. 

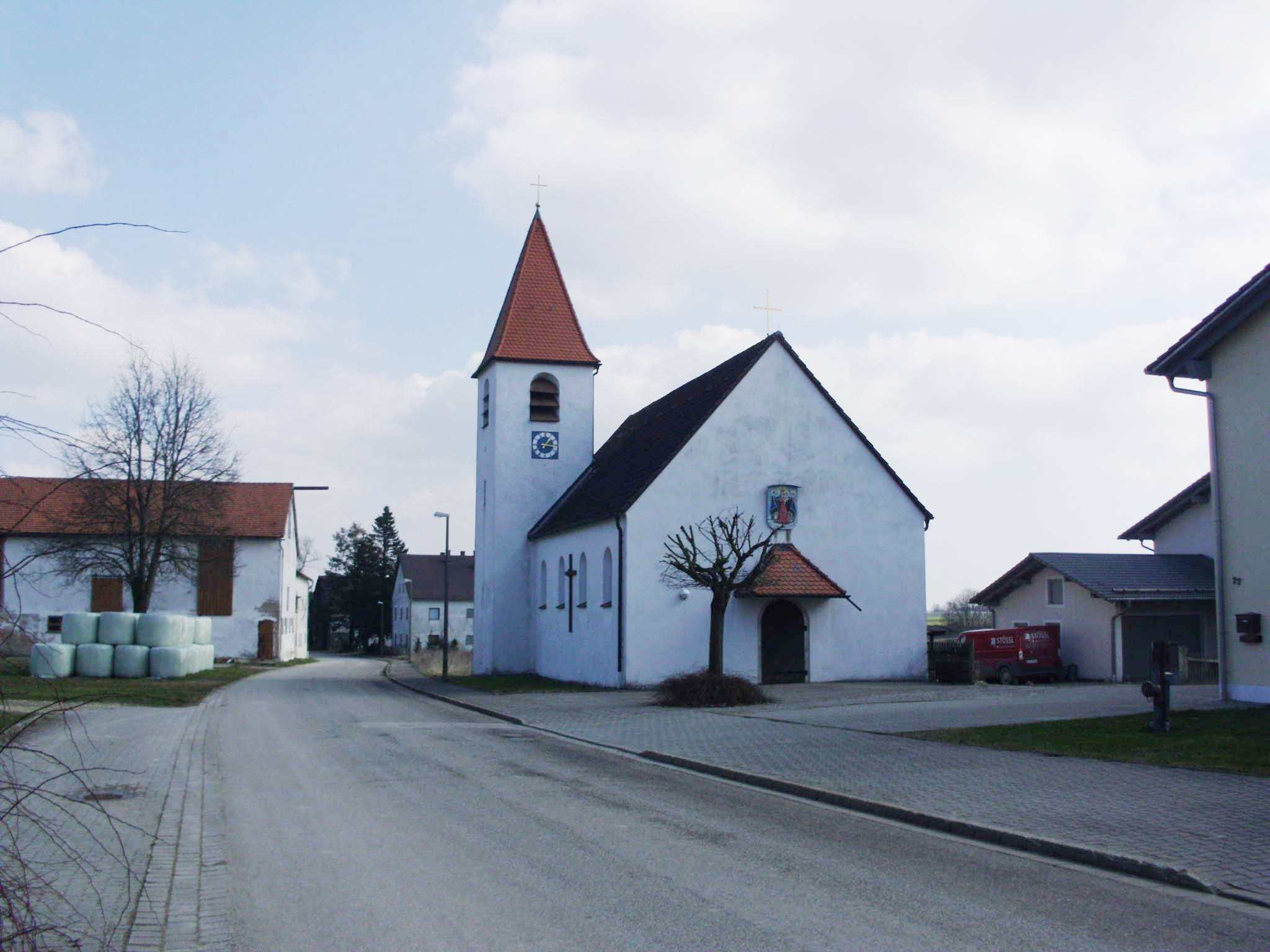
L'église du village "Maria, trois fois merveilleuse mère"

## Situation géographique
Langensallach se situe au nord du chef-lieu d'arrondissement, Eichstätt, sur le plateau du Jura franconien, à l'intersection des routes Wintershof-Weigersdorf et Workerszell-Preith. 
Aux alentours se trouvent au nord Seuversholz, au nord-est Weigersdorf, à l'est Preith, au sud-est Lüften, au sud Wintershof, au sud-ouest Wegscheid, à l'ouest Workerszell et au nord-ouest Sperberslohe. 

## Toponyme
Le nom de lieu est dérivé du mot moyen allemand Salhe pour « saule marsault ».

## Histoire
Un chemin menant de Pfünz à Weißenburg est visible au nord de Langensallach ; c'est aujourd'hui un chemin de terre.
Dans une confirmation papale de possession de 1239 (copie du XVIIe siècle) « Sallhach » est mentionné pour la première fois dans un document, en tant que possession du monastère de Rebdorf. Après l'extinction du bailliage de Hirschberg en 1305, le tribunal du village passa sous la coupe de l'évêque Konrad von Pfeffenhausen, tribunal qui ne concernait pas seulement Salhach mais aussi les hauts de Eichstätt. Ainsi, en 1448, quatre fermes étaient répertoriées sous le nom de « Langen Salach » dans un livre du district d'Eichstätt et du bailli ; une appartenait au prévôt de Rebborf, une à l'hôpital du Saint-Esprit de Eichstätt, une au curé d'Eichstätt (et plus tard à la collégiale Notre-Dame) et une autre était indépendante. Ces (grandes) fermes furent ensuite assignées à d'autres fermes, de sorte que le village se composa de 16 fermes au total. Le terrain central faisait 108 hectares. L'utilisation de la forêt (loi sur le bois et le pâturage) avait lieu près de la cabane Erlingshofer ou dans le Schernfelder Forst. Pour cette utilisation il fallait, en 1506, payer ce que l'on appelait le droit de bailliage (en avoine) à l'office de Weissenburg.